# Christel Holch
Christel Julie Emanuela Holch Jacobsen (* 2. April 1886 in Aalborg, Dänemark; † 8. März 1969 in Skagen, Dänemark) war eine dänische Theater- und Filmschauspielerin mit kurzer Karriere als Star des heimischen Stummfilms der 1910er Jahre.

## Leben und Wirken

### Bühne und Film
Christel Holch absolvierte die Schauspielschule des Königlichen Theaters in Kopenhagen und debütierte 1908 an eben dieser Bühne. Nach dem Tod ihres ersten Mannes zog sie nach Aarhus, wo sie ab 1909 am dortigen Stadttheater engagiert war und 1911 dessen Direktor heiratete. Anschließend trat sie im Casino Theater Kopenhagens auf.
Bereits 1909 gab die Künstlerin ihren Einstand vor der Kamera in einer Produktion der Aarhuser Filmgesellschaft Fotorama, wo sie die Titelrolle des „kleinen Hornbläsers“ Christian in dem gleichnamigen Kurzfilm (Den lille Hornblæser) verkörperte. Nach einigen weiteren Stummfilmen für Fotorama kehrte Christel Holch nach Kopenhagen zurück, wo sie von der mächtigsten Produktionsfirma des Landes, der Nordisk Film, übernommen wurde. In den nur wenigen verbleibenden Jahren bis Ende des Ersten Weltkriegs spielte sie Hauptrollen unter der Regie damals anerkannter Künstler wie Urban Gad, August Blom, Holger-Madsen und Lau Lauritzen senior. Ihre bekannteste Arbeit wurde 1913 die ambitionierte Adaption eines Literaturklassikers von Arthur Schnitzler, Liebelei. Hier verkörperte sie die Schlüsselrolle der Christine Weiring, die durch den sinnlosen Duell-Tod ihres Liebsten Fritz (gespielt von Dänemarks Topstar Valdemar Psilander), in den Selbstmord getrieben wird. Nach 1918 konzentrierte sich Holch wieder ganz auf das Theater und stand nur noch einmal, 1933, in ihrem einzigen Tonfilm vor der Kamera.

### Familiäres
Christel Holch war die Tochter des Kaufmanns Christian Frost (1842–1896) und dessen Ehefrau Emma Klöcker (1847–1931) sowie die Schwester der Schauspielerin Ellen Rassow (1880–1951). Holch war zweimal verheiratet; erstmals 1907 mit dem Juristen Jens Augustus Holch (1884–1909), das zweite Mal ab 1911 mit dem Schauspieler und Theaterregisseur Jacob Jørgen Jacobsen (1865–1955). Nach dessen Tod 1955 zog Holch ins norddänische Skagen. Sie ist die Mutter der Schauspielerin Annelise Jacobsen (1921–1987) und des Filmregisseurs Johan Jacobsen (1912–1972).

## Filmografie
- 1909: Den lille Hornblæser
- 1910: Den hvide slavehandel
- 1911: Der Höhen-Weltrekord (Den store Flyver)
- 1912: Dødsdrømmen
- 1913: Den troløse Hustru
- 1913: Liebelei (Elskovsleg)
- 1914: Aus Liebe (Af Elskovs Naade)
- 1914: Grev Zarkas Bande
- 1914: Expressens Mysterium
- 1914: I Kammerherrens Klæder
- 1915: Die drei Schreine (Godsforvalteren)
- 1915: Barnets Magt
- 1915: Lige for lige
- 1916: Vaadeskudet
- 1916: Lotteriseddel No. 22152
- 1916: Die Ehe im Schatten (Du skal elske din Næste)
- 1917: En ensom Kvinde
- 1918: For sit Lands Ære
- 1933: Den ny husassistent